# Copa del Mundo de ciclismo en pista de 2010-2011
La Copa del Mundo de ciclismo en pista de 2010-2011 es la 19.ª edición de la Copa del Mundo de ciclismo en pista. Se celebra del Del 2 de diciembre de 2010 al 20 de febrero de 2011 con la disputa de cuatro pruebas.

## Pruebas
| Fecha                      | Lugar      |
| -------------------------- | ---------- |
| 2-4 de diciembre de 2010   | Melbourne  |
| 16-18 de diciembre de 2010 | Cali       |
| 21-23 de enero de 2011     | Pequín     |
| 18-20 de febrero de 2011   | Mánchester |

## Resultados

### Masculinos
| Evento                  | Ganador                                                             | Segundo                                                             | Tercero                                                  |
| Melbourne               | Melbourne                                                           | Melbourne                                                           | Melbourne                                                |
| ----------------------- | ------------------------------------------------------------------- | ------------------------------------------------------------------- | -------------------------------------------------------- |
| Velocidad               | Shane Perkins                                                       | Jason Kenny                                                         | Teun Mulder                                              |
| Keirin                  | Chris Hoy                                                           | Teun Mulder                                                         | Mickaël Bourgain                                         |
| Persecución por equipos | Jack Bobridge Michael Hepburn Leigh Howard Cameron Meyer            | Aleksandr Khatúntsev Evgueni Kovalev Aleksei Màrkov Alexander Serov | Edward Clancy Steven Burke Luke Rowe Andrew Tennant      |
| Velocidad por equipos   | Matthew Crampton Chris Hoy Jason Kenny                              | Edward Dawkins Ethan Mitchell Sam Webster                           | Team Jayco-AIS Daniel Ellis Shane Perkins Jason Niblett  |
| Madison                 | Leigh Howard Cameron Meyer                                          | Aaron Gate Myron Simpson                                            | Nick Stopler Peter Schep                                 |
| Omnium                  | Shane Archbold                                                      | Zachary Bell                                                        | Edward Clancy                                            |
| Cali                    |                                                                     |                                                                     |                                                          |
| Velocidad               | Kévin Sireau                                                        | Chris Hoy                                                           | Grégory Baugé                                            |
| Keirin                  | Azizulhasni Awang                                                   | François Pervis                                                     | Denis Spicka                                             |
| Persecución por equipos | Sam Bewley Westley Gough Marc Ryan Jesse Sergent                    | Juan Esteban Arango Arles Castro Edwin Ávila Weimar Roldán          | Eloy Teruel Pablo Bernal Sergi Escobar David Muntaner    |
| Velocidad por equipos   | Grégory Baugé Kévin Sireau Michaël D'Almeida                        | Matthew Crampton Chris Hoy Jason Kenny                              | Edward Dawkins Ethan Mitchell Sam Webster                |
| Scratch                 | Morgan Kneisky                                                      | Gijs Van Hoecke                                                     | Martin Bláha                                             |
| Omnium                  | Edward Clancy                                                       | Juan Esteban Arango                                                 | Zach Bell                                                |
| Pequín                  |                                                                     |                                                                     |                                                          |
| Velocidad               | Kévin Sireau                                                        | Sebastian Döhrer                                                    | Zhang Miao\|                                             |
| Keirin                  | Simon van Velthooven                                                | Scott Sunderland                                                    | Kota Asai                                                |
| Km. contrarreloj        | François Pervis                                                     | Hugo Haak                                                           | Simon van Velthooven                                     |
| Persecución por equipos | Evgueni Kovalev Aleksandr Khatúntsev Aleksei Màrkov Alexander Serov | Asier Maeztu Antonio Miguel Sergi Escobar Albert Torres             | Mark Christian Andrew Fenn Erick Rowsell Simon Yates     |
| Velocidad por equipos   | François Pervis Kévin Sireau Michaël D'Almeida                      | Sergei Kucherov Denís Dmítriev Pavel Yakushevskiy                   | Cheng Changsong Zhang Lei Zhang Miao                     |
| Puntuación              | Artur Jerchov                                                       | Aleksei Markov                                                      | Claudio Imhof                                            |
| Omnium                  | Samuel Harrison                                                     | Zach Bell                                                           | Roger Kluge                                              |
| Mánchester              |                                                                     |                                                                     |                                                          |
| Velocidad               | Kévin Sireau                                                        | Jason Kenny                                                         | Chris Hoy                                                |
| Keirin                  | Chris Hoy                                                           | Jason Niblett                                                       | Azizulhasni Awang                                        |
| Persecución por equipos | Steven Burke Edward Clancy Bradley Wiggins Geraint Thomas           | Peter Latham Aaron Gate Marc Ryan Westley Gough                     | Asier Maeztu Eloy Teruel Pablo Bernal David Muntaner     |
| Velocidad por equipos   | Grégory Baugé Kévin Sireau Michaël D'Almeida                        | Rene Enders Maximilian Levy Robert Förstemann                       | Sky Track Cycling Matthew Crampton Jason Kenny Chris Hoy |
| Persecución             | Rohan Dennis                                                        | Geraint Thomas                                                      | Marc Ryan                                                |
| Omnium                  | Shane Archbold                                                      | Cho Ho-sung                                                         | Elia Viviani                                             |

### Femeninos
| Evento                  | Ganadora                                      | Segunda                                                   | Tercera                                                 |
| Melbourne               | Melbourne                                     | Melbourne                                                 | Melbourne                                               |
| ----------------------- | --------------------------------------------- | --------------------------------------------------------- | ------------------------------------------------------- |
| Velocidad               | Anna Meares                                   | Victoria Pendleton                                        | Kristina Vogel                                          |
| Velocidad por equipos   | Gong Jinjie Guo Shuang                        | Jessica Varnish Victoria Pendleton                        | Sandie Clair Clara Sanchez                              |
| Persecución por equipos | Katherine Bates Sarah Kent Josephine Tomic    | Lisa Brennauer Charlotte Becker Madeleine Sandig          | Kaytee Boyd Lauren Ellis Jaime Nielsen                  |
| 500 m. contrarreloj     | Anna Meares                                   | Sandie Clair                                              | Lee Wai Sze                                             |
| Keirin                  | Anna Meares                                   | Kaarle McCulloch                                          | Kristina Vogel                                          |
| Omnium                  | Leire Olaberría                               | Tara Whitten                                              | Małgorzata Wojtyra                                      |
| Cali                    |                                               |                                                           |                                                         |
| Velocidad               | Kristina Vogel                                | Victoria Pendleton                                        | Sandie Clair                                            |
| Keirin                  | Victoria Pendleton                            | Sandie Clair                                              | Virginie Cueff                                          |
| Persecución por equipos | Lauren Ellis Rushlee Buchanan Alison Shanks   | Ouch Pro Cycling Sarah Hammer Dotsie Bausch Lauren Tamayo | Laura Trott Wendy Houvenaghel Katie Colclough           |
| Velocidad por equipos   | Jessica Varnish Victoria Pendleton            | Miriam Welte Kristina Vogel                               | Sandie Clair Virginie Cueff                             |
| Puntuación              | Giorgia Bronzini                              | Kelly Druyts                                              | Aksana Papko                                            |
| Omnium                  | Sarah Hammer                                  | Tara Whitten                                              | Tatsiana Sharakova                                      |
| Pequín                  |                                               |                                                           |                                                         |
| Velocidad               | Lyubov Shulika                                | Simona Krupeckaitė                                        | Junhong Lin                                             |
| Keirin                  | Clara Sanchez                                 | Lyubov Shulika                                            | Rebecca James                                           |
| Persecución por equipos | Kaytee Boyd Rushlee Buchanan Jaime Nielsen    | Tara Whitten Laura Brown Stephanie Roorda                 | Melissa Hoskins Ashlee Ankudinoff Sarah Kent            |
| Velocidad por equipos   | Junhong Lin Gong Jinjie                       | Willy Kanis Yvonne Hijgenaar                              | Simona Krupeckaitė Gintarė Gaivenytė                    |
| Persecución             | Alison Shanks                                 | Wendy Houvenaghel                                         | Pascale Schnider                                        |
| Omnium                  | Tara Whitten                                  | Kirsten Wild                                              | Pascale Jeuland                                         |
| Mánchester              |                                               |                                                           |                                                         |
| Velocidad               | Anna Meares                                   | Guo Shuang                                                | Victoria Pendleton                                      |
| Keirin                  | Guo Shuang                                    | Clara Sanchez                                             | Victoria Pendleton                                      |
| Persecución por equipos | Wendy Houvenaghel Joanna Rowsell Sarah Storey | Lauren Ellis Jaime Nielsen Alison Shanks                  | Ouch Pro Cycling Sarah Hammer Dotsie Bausch Jennie Reed |
| Velocidad por equipos   | Anna Meares Kaarle McCulloch                  | Gong Jinjie Guo Shuang                                    | Clara Sanchez Sandie Clair                              |
| Scratch                 | Anastasia Chulkova                            | Jennie Reed                                               | Amy Cure                                                |
| Omnium                  | Sarah Hammer                                  | Kirsten Wild                                              | Małgorzata Wojtyra                                      |

## Clasificaciones

### Países
| Rang | País/Equip    | Melbourne | Cali | Pequín | Mánchester | Total |
| ---- | ------------- | --------- | ---- | ------ | ---------- | ----- |
| 1.   | Francia       | 61        | 100  | 80     | 67         | 308   |
| 2.   | Reino Unido   | 82        | 109  | 51     | 60         | 302   |
| 3.   | Australia     | 85        | 13   | 42     | 78         | 218   |
| 4.   | Nueva Zelanda | 47        | 62   | 45     | 55         | 209   |
| 5.   | Países Bajos  | 70        | -    | 62     | 49         | 181   |
| 6.   | Alemania      | 43        | 53   | 25     | 38         | 159   |
| 7.   | China         | 31        | 5    | 60     | 46         | 142   |
| 8.   | España        | 31        | 32   | 21     | 26         | 110   |
| 9.   | Canadá        | 27        | 36   | 39     | -          | 102   |
| 10.  | Rusia         | 23        | 13   | 47     | 15         | 98    |

### Masculinos
| Pos. | Ciclista             | Mel | Cal | Peq | Man | Pts |
| 1.   | Azizulhasni Awang    | 2   | 12  | 6   | 8   | 28  |
| 2.   | Chris Hoy            | 12  | -   | -   | 12  | 24  |
| 3.   | Simon van Velthooven | -   | 6   | 12  | -   | 18  |
| 4.   | Scott Sunderland     | 6   | -   | 10  | -   | 16  |
| 5.   | Fabián Puerta        | 4   | 7   | -   | -   | 11  |

| Pos. | Ciclista             | Mel | Cal | Peq | Man | Pts |
| 1.   | François Pervis      | -   | -   | 12  | -   | 12  |
| 2.   | Hugo Haak            | -   | -   | 10  | -   | 10  |
| 3.   | Simon van Velthooven | -   | -   | 8   | -   | 8   |
| 4.   | Tomáš Bábek          | -   | -   | 7   | -   | 7   |
| 5.   | Adrian Tekliński     | -   | -   | 6   | -   | 6   |

| Pos. | Ciclista          | Mel | Cal | Peq | Man | Pts |
| 1.   | Kévin Sireau      | 6   | 12  | 12  | 12  | 42  |
| 2.   | Tsubasa Kitatsuru | 7   | 7   | 4   | 6   | 24  |
| 3.   | Jason Kenny       | 10  | -   | -   | 10  | 20  |
| 4.   | Chris Hoy         | -   | 10  | -   | 8   | 18  |
| 5.   | Teun Mulder       | 8   | -   | -   | 5   | 13  |

| Pos. | Ciclista         | Mel | Cal | Peq | Man | Pts |
| 1.   | Rohan Dennis     | -   | -   | -   | 12  | 12  |
| 2.   | Geraint Thomas   | -   | -   | -   | 10  | 10  |
| 3.   | Marc Ryan        | -   | -   | -   | 8   | 8   |
| 4.   | Jenning Huizenga | -   | -   | -   | 7   | 7   |
| 5.   | Sergi Escobar    | -   | -   | -   | 6   | 6   |

| Pos. | Equip         | Mel | Cal | Peq | Man | Pts |
| 1.   | Francia       | -   | 12  | 12  | 12  | 36  |
| 2.   | Reino Unido   | 12  | 10  | 5   | -   | 27  |
| 3.   | Nueva Zelanda | 10  | 8   | -   | 4   | 22  |
| 4.   | Alemania      | 7   | 2   | -   | 10  | 19  |
| 5.   | Japón         | 6   | -   | 7   | 5   | 18  |

| Pos. | Equip         | Mel | Cal | Peq | Man | Pts |
| 1.   | España        | 6   | 8   | 10  | 8   | 32  |
| 2.   | Nueva Zelanda | 7   | 12  | -   | 10  | 29  |
| 3.   | Reino Unido   | 8   | -   | 8   | 12  | 28  |
| 4.   | Rusia         | 10  | -   | 12  | 1   | 23  |
| 5.   | Australia     | 12  | -   | 5   | 5   | 22  |

| Pos. | Ciclista        | Mel | Cal | Peq | Man | Pts |
| 1.   | Morgan Kneisky  | -   | 12  | -   | -   | 12  |
| 2.   | Gijs Van Hoecke | -   | 10  | -   | -   | 10  |
| 3.   | Martin Bláha    | -   | 8   | -   | -   | 8   |
| 4.   | Marco Arriagada | -   | 7   | -   | -   | 7   |
| 5.   | Sebastián Mora  | -   | 6   | -   | -   | 6   |

| Pos. | Ciclista      | Mel | Cal | Peq | Man | Pts |
| 1.   | Australia     | 12  | -   | -   | -   | 12  |
| 2.   | Nueva Zelanda | 10  | -   | -   | -   | 10  |
| 3.   | Países Bajos  | 8   | -   | -   | -   | 8   |
| 4.   | Hong Kong     | 7   | -   | -   | -   | 7   |
| 5.   | Argentina     | 6   | -   | -   | -   | 6   |

| Pos. | Ciclista       | Mel | Cal | Peq | Man | Pts |
| 1.   | Artur Ierxov   | -   | -   | 12  | -   | 12  |
| 2.   | Aleksei Màrkov | -   | -   | 10  | -   | 10  |
| 3.   | Claudio Imhof  | -   | -   | 8   | -   | 8   |
| 4.   | Zachary Bell   | -   | -   | 7   | -   | 7   |
| 5.   | Thomas Scully  | -   | -   | 6   | -   | 6   |

| Pos. | Ciclista        | Mel | Cal | Peq | Man | Pts |
| 1.   | Zachary Bell    | 10  | 8   | 10  | -   | 28  |
| 2.   | Shane Archbold  | 12  | 3   | -   | 12  | 27  |
| 3.   | Edward Clancy   | 8   | 12  | -   | -   | 20  |
| 4.   | Eloy Teruel     | 7   | 7   | -   | -   | 14  |
| 5.   | Samuel Harrison | -   | -   | 12  | -   | 12  |

### Femeninos
| Pos. | Ciclista           | Mel | Cal | Peq | Man | Pts |
| 1.   | Clara Sanchez      | 8   | -   | 12  | 10  | 30  |
| 2.   | Victoria Pendleton | -   | 12  | -   | 8   | 20  |
| 3.   | Anna Meares        | 12  | -   | -   | 6   | 18  |
| 4.   | Sandie Clair       | 6   | 10  | -   | -   | 16  |
| 5.   | Kaarle McCulloch   | 10  | -   | -   | 5   | 15  |

| Pos. | Ciclista      | Mel | Cal | Peq | Man | Pts |
| 1.   | Anna Meares   | 12  | -   | -   | -   | 12  |
| 2.   | Sandie Clair  | 10  | -   | -   | -   | 10  |
| 3.   | Lee Wai Sze   | 8   | -   | -   | -   | 8   |
| 4.   | Willy Kanis   | 7   | -   | -   | -   | 7   |
| 5.   | Olga Panarina | 6   | -   | -   | -   | 6   |

| Pos. | Ciclista           | Mel | Cal | Peq | Man | Pts |
| 1.   | Victoria Pendleton | 10  | 10  | -   | 8   | 28  |
| 2.   | Anna Meares        | 12  | -   | -   | 12  | 24  |
| 3.   | Kristina Vogel     | 8   | 12  | -   | -   | 20  |
| 4.   | Guo Shuang         | 7   | -   | -   | 10  | 17  |
| 5.   | Sandie Clair       | 6   | 8   | -   | -   | 14  |

| Pos. | Ciclista          | Mel | Cal | Peq | Man | Pts |
| 1.   | Alison Shanks     | -   | 12  | -   | -   | 12  |
| 2.   | Wendy Houvenaghel | -   | 10  | -   | -   | 10  |
| 3.   | Pascale Schnider  | -   | 8   | -   | -   | 8   |
| 4.   | Caroline Ryan     | -   | 7   | -   | -   | 7   |
| 5.   | Lisa Brennauer    | -   | 6   | -   | -   | 6   |

| Pos. | Equip        | Mel | Cal | Peq | Man | Pts |
| 1.   | China        | 12  | 5   | 12  | 10  | 39  |
| 2.   | Reino Unido  | 10  | 12  | -   | 7   | 29  |
| 3.   | Francia      | 8   | 8   | -   | 8   | 24  |
| 4.   | Países Bajos | 7   | -   | 10  | 5   | 22  |
| 5.   | Alemania     | 6   | 10  | -   | 6   | 22  |

| Pos. | Equip         | Mel | Cal | Peq | Man | Pts |
| 1.   | Nueva Zelanda | 8   | 12  | 12  | 10  | 42  |
| 2.   | Australia     | 12  | 5   | 8   | 5   | 30  |
| 3.   | Canadá        | 7   | 6   | 10  | -   | 23  |
| 4.   | Alemania      | 10  | 7   | -   | 4   | 21  |
| 5.   | Reino Unido   | -   | 8   | -   | 12  | 20  |

| Pos. | Ciclista           | Mel | Cal | Peq | Man | Pts |
| 1.   | Anastasia Chulkova | -   | -   | -   | 12  | 12  |
| 2.   | Jennie Reed        | -   | -   | -   | 10  | 10  |
| 3.   | Amy Cure           | -   | -   | -   | 8   | 8   |
| 4.   | Sofía Arreola      | -   | -   | -   | 7   | 7   |
| 5.   | Pascale Jeuland    | -   | -   | -   | 6   | 6   |

| Pos. | Ciclista         | Mel | Cal | Peq | Man | Pts |
| 1.   | Giorgia Bronzini | -   | 12  | -   | -   | 12  |
| 2.   | Kelly Druyts     | -   | 10  | -   | -   | 10  |
| 3.   | Aksana Papko     | -   | 8   | -   | -   | 8   |
| 4.   | Belinda Goss     | -   | 7   | -   | -   | 7   |
| 5.   | Katie Colclough  | -   | 6   | -   | -   | 6   |

#### Omnium
| Pos. | Ciclista           | Mel | Cal | Peq | Man | Pts |
| 1.   | Tara Whitten       | 10  | 10  | 12  | -   | 32  |
| 2.   | Leire Olaberría    | 12  | -   | 7   | 6   | 25  |
| 3.   | Sarah Hammer       | -   | 12  | -   | 12  | 24  |
| 4.   | Małgorzata Wojtyra | 8   | 3   | 2   | 8   | 21  |
| 5.   | Kirsten Wild       | -   | -   | 10  | 10  | 20  |